# Три товариша (фільм, 2006)
«Три товариша» — фільм про трьох друзів, заснований на документальній зйомці, зробленій під час Першої чеченської війни жителем Грозного — Рамзаном Межидовим.

## Сюжет
На чеченській війні матері російських солдатів шукають своїх синів у охопленому вогнем м. Грозний. Місцеві жителі: діти, жінки та старі туляться у підвалі, чекаючи штурму.
Студент медичного інституту Іслам Баширов приїхав з Москви на війну, щоб рятувати людей. Його друг Рамзан Межидов улаштувався на телебачення оператором. Рамзан гине внаслідок точкової ракетної атаки, коли знімав колону біженців у 1999 році.
1995 року похований Руслан Хамхоєв, оператор за професією. Його заарештували дорогою додому до дружини та сина, а потім розстріляли.

## Додаткова інформація
У Рамзана Межидова була відеокамера. На початку 90-х Рамзан повернувся з армії та влаштувався працювати на телебаченні м. Грозного оператором. Знімав відео на роботі та у вільний час. Робив відеозйомку з власного будинку новорічної ночі 1995. Він загинув унаслідок точкової ракетної атаки. Залишилася побита осколками снаряда відеокамера та кілька годин відео.
Відеоматеріали дбайливо відреставрувала амстердамський режисер Маша Новікова. Вийшов двосерійний фільм «Три товариші», про Рамзана та його двох шкільних друзів, про три долі. Іслам Баширов, єдиний із «трьох товаришів», що залишився живим.

## Знімальна група
- Продюсери: Імке Крайкен, Марія Новікова, Саша Уріх
- Режисери: Марія Новікова
- Оператори: Рамзан Межидов, Марія Новікова
- Звук та музика: Йілліс Моленаар

## У ролях
- Іслам Баширов
- Руслан Хамхоєв
- Амінат Хамхоєва
- Ідріс Хамхоєв
- Рамзан Межидов
- Ліза Межидова
- Мадіна Межидова
- Сабіна Межидова
- Мати, тітка, сестра та колеги Рамзана Межидова

## Цитати з фільму
Зі старої кавказької пісні "Чоловіки не плачуть, а сльози від вітру. "
"Хоч і багато у світі красивих міст, але ніде подібних не цвіте садів. "

## Нагороди
- 2006 у програмі фестивалю "Amnesty International"[4].
- 2007 номінація на «Гран-прі — документальний фільм (Програма „Світове кіно“)» кінофестивалю "Санденс".